# Fabio Grosso
Pour les articles homonymes, voir Grosso (homonymie).
Fabio Grosso, né le 28 novembre 1977 à Rome, est un ancien footballeur international italien  qui évoluait au poste de défenseur latéral gauche, désormais reconverti entraineur.
Durant sa carrière de joueur, il remporte la finale de la Coupe du monde 2006 en Allemagne face à la France (1-1 ; tab 5-3) en inscrivant le tir au but de la victoire. En demi-finale face à l'Allemagne, il marque l'un des deux buts qui qualifie l'Italie pour la finale. 
Il met un terme à sa carrière en 2012 après avoir joué trois saisons avec la Juventus Turin et devient entraineur, passant par plusieurs clubs italiens.

## Biographie

### Carrière de joueur (1995-2012)

#### Débuts de carrière (1995-2004)
Il joue milieu de terrain en Serie D avec le club de Renato Curi Angolana puis en Serie C2 avec l'équipe du Calcio Chieti avant de rejoindre un club de l'élite, le Pérouse Calcio. 
Son poste et la notoriété très moyenne de son club ne lui permettent pas de se distinguer.

#### Palerme (2004-2006)
En janvier 2004, il est transféré dans l'ambitieux club sicilien de l'US Palerme, alors en Serie B. Après avoir obtenu la montée en Serie A, sa première saison complète dans son nouveau club est excellente. Il est alors appelé régulièrement en équipe nationale. Il est l'un des principaux artisans de la qualification de Palerme pour la coupe UEFA à l'issue de la saison 2005-2006, au cours de laquelle il joue 33 matchs de championnats et 8 matchs de Coupe d'Europe.
En 2006, il est retenu dans la liste des 23 joueurs qui disputent la Coupe du monde en Allemagne. Titularisé comme arrière gauche, il réalise un très bon tournoi, non seulement au sein d'une défense très performante, mais aussi grâce à son apport offensif. Il obtient ainsi un penalty extrêmement discutable (après avoir reçu un coup de coude du défenseur Lucas Neill dans le tibia), qui permet à son équipe dans une situation très défavorable (épuisée et jouant à dix depuis une quarantaine de minutes) de battre l'Australie dans le temps additionnel de son huitième de finale (1-0). Il marque à la 118e minute, le premier but contre l'Allemagne en demi-finale (2-0 après prolongation). Sa joie après son but, à la façon de Marco Tardelli contre la RFA vingt-quatre ans plus tôt, est une image célèbre de cette Coupe du monde. Il marque enfin le tir au but victorieux contre la France en finale (1-1 après prolongation, 5 tirs au but à 3).

#### Inter Milan (2006-2007)
À l'intersaison 2006, Grosso est transféré à l'Inter Milan. Le montant du transfert est évalué à six millions d'euros. Le 6 septembre 2006, sa femme Jessica Repetto donne naissance à leur premier enfant, un garçon prénommé Filippo. 
Chez les Nerazzurri, Grosso remporte le titre de champion d'Italie, mais a du mal à s'imposer au sein d'un effectif pléthorique.

#### Olympique lyonnais (2007-2009)
À l'intersaison 2007, il signe à l'Olympique lyonnais, pour une somme de 7 millions d'euros et devient le premier joueur Italien à rejoindre le club. Il y paraphe un contrat de quatre ans, un an jour pour jour après son titre de champion du monde avec la Squadra Azzurra. Son rôle est de remplacer Éric Abidal, parti au FC Barcelone. Il porte le numéro 11 chez les sextuples champions de France[réf. souhaitée].
Son premier but en Ligue 1 avec l'OL a lieu le 19 avril 2008, lors d'un match face à Strasbourg au Stade de la Meinau[réf. souhaitée].

#### Fin de carrière à la Juventus (2009-2012)
Il quitte Lyon en fin août 2009 et rejoint la Juventus pour 2,5 millions d'euros. Un nouveau défi pour le latéral champion du monde mais qui peine cependant à l'image de son équipe à retrouver le niveau de jeu qui était le sien.
Grosso, surnommé Fenicottero (flamant rose) perd alors sa place en sélection et n'est plus appelé à partir de novembre 2009. Marcello Lippi ne le retient d'ailleurs pas dans son groupe de 23 joueurs pour la Coupe du monde 2010. Pire, la saison passée à la Juve, il réalise de très mauvaises prestations, terminant dernier du système de notation proposé par La Gazzetta dello Sport (avec une moyenne de 5,4 sur 10 de moyenne en 26 matchs). Les dirigeants turinois ne comptant plus sur lui au début de la saison 2010-2011, Grosso s'entraine à part pendant quelques semaines avant de réintégrer le groupe « pro » en septembre. Non conservé par son club à l'issue de la saison suivante, Grosso annonce la fin de sa carrière professionnelle en décembre 2012.

### Carrière d'entraineur (depuis 2014)
Le 11 mars 2014, il est nommé entraîneur de la Primavera, équipe de jeunes de la Juventus, avec laquelle il reste en poste jusqu'en 2017.
Lors de la saison 2017-2018, il entraine le FC Bari.
Lors de l'été 2020, il est nommé entraîneur du FC Sion. Il est limogé en mars 2021, après une défaite 3-0 contre le FC Lugano.
Le 23 mars 2021, il est nommé entraîneur de Frosinone Calcio avec laquelle il remportera la Serie B en 2023.
Le 16 septembre 2023, il succède à Laurent Blanc et devient l'entraineur de l'Olympique lyonnais, en signant un contrat jusqu'en juin 2024, avec une année en option. Cependant, l'entraîneur italien ne parvient pas enchaîner les bons résultats. Après neuf matchs de championnat, l'équipe ne compte que 3 points et est dernière du classement.  
Le 29 octobre 2023, le soir du match OM-OL, Fabio Grosso est touché au visage à la suite d'une attaque du bus de l'OL, alors que celui-ci arrivait au Vélodrome pour l'Olympico. La rencontre est annulée et Fabio Grosso est évacué à l'hôpital. 
Le 30 novembre 2023, il est mis à pied par l'Olympique lyonnais après 7 matchs et seulement 1 victoire pour 4 défaites et 2 matchs nuls, Pierre Sage assure son intérim.
En juin 2024, il devient le nouveau coach de Sassuolo après la relégation du club en Serie B.

## Palmarès

### Joueur

#### En club
- Champion d'Italie en 2007 avec l'Inter Milan et en 2012 avec la Juventus
- Champion de France en 2008 avec l'Olympique lyonnais
- Vainqueur de la Coupe de France en 2008 avec l'Olympique lyonnais
- Vainqueur de la Supercoupe d'Italie en 2006 avec l'Inter Milan
- Vainqueur du Trophée des Champions en 2007 avec l'Olympique lyonnais

#### En équipe d'Italie
- 48 sélections et 4 buts entre 2003 et en 2009
- Vainqueur de la Coupe du Monde en 2006

#### Buts Internationaux
| Buts en sélection de Fabio Grosso | Buts en sélection de Fabio Grosso | Buts en sélection de Fabio Grosso | Buts en sélection de Fabio Grosso | Buts en sélection de Fabio Grosso | Buts en sélection de Fabio Grosso | Buts en sélection de Fabio Grosso       |
| #                                 | Date                              | Lieu                              | Adversaire                        | Score                             | Résultats                         | Compétitions                            |
| --------------------------------- | --------------------------------- | --------------------------------- | --------------------------------- | --------------------------------- | --------------------------------- | --------------------------------------- |
| 1                                 | 3 septembre 2005                  | Hampden Park, Glasgow             | Écosse                            | 1-1                               | 1-1                               | Éliminatoires de la Coupe du monde 2006 |
| 2                                 | 7 juillet 2006                    | Westfalenstadion, Dortmund        | Allemagne                         | 1-0                               | 2-0                               | Coupe du monde 2006                     |
| 3                                 | 13 octobre 2006                   | Stade Luigi-Ferraris, Gênes       | Géorgie                           | 2-0                               | 2-0                               | Éliminatoires Euro 2008                 |
| 4                                 | 9 septembre 2009                  | Stadio Olimpico di Torino, Turin  | Bulgarie                          | 1-0                               | 2-0                               | Éliminatoires de la Coupe du monde 2010 |

Fabio Grosso marque également le dernier tir au but face à la France lors de la finale de la Coupe du monde 2006, offrant le 4e titre planétaire à l'équipe d'Italie.

### Entraîneur
- Champion d'Italie de deuxième division en 2023 avec le Frosinone Calcio